# 十一酸双氢睾酮
十一酸双氢睾酮（缩写DHTU，或称为十一酸雄烷醇酮，十一酸雄诺龙）是一种有机化合物，分子式C30H50O3，是双氢睾酮的17β十一酸酯，可用作雄激素和同化類固醇（AAS）药物。